# 国内選手権大会
国内選手権大会（こくないせんしゅけんたいかい、英語: national championship）とは、スポーツやゲーム、技能などの分野において、各競技・種目別の国内一を決めるための選手権大会である。競技によっては、「○○選手権大会」といったり、「○○カップ」といったりする。この大会で優勝した選手や団体は国内選手権者または国内チャンピオンと呼ばれる。